# Viborgs och Nyslotts län
Viborgs och Nyslotts län war ein Län an der Ostgrenze des schwedischen Reiches, das von 1634 bis 1721 existierte.
Die Herrschaft über das seit Jahrhunderten zwischen Russland und Schweden umkämpfte Gebiet war erst 1617 im Frieden von Stolbowo gänzlich an Schweden gefallen. Das Län wurde 1634 im Zuge der von Axel Oxenstierna durchgeführten Verwaltungsreform aus Teilen der Landschaften Karelien und Savo geschaffen und bestand als Verwaltungseinheit bis 1721, als Schweden einen Großteil des Gebiets im Frieden von Nystad an das Russische Reich abtrat. Die verbliebenen Gebiete wurden in Kymmenegårds och Nyslotts län neu organisiert, der an Russland gefallene Teil stellte fürderhin bis 1812 einen Teil Altfinnlands dar. 
Viborgs och Nyslotts län war nach seinen beiden größten Städten Viborg (deutsch Wiburg, heute russisch Wyborg) und Nyslott (das heutige Savonlinna in Ostfinnland) benannt. 